# 中井三郎兵衛 (4代)
中井 三郎兵衛 (4代)（なかい さぶろべえ、嘉永4年12月3日（1851年12月25日） - 昭和7年（1932年）3月27日）は、明治から昭和時代前期の実業家。田中源太郎、内貴清兵衛らとともに、京都四天王と呼ばれた。中井家は、三井家別家の家系。

## 略歴
3代目中井三郎兵衛に子がなかったため、1853年（嘉永6年）、3歳の時に河内国北河内郡の小原家から中井家へ養子に入った。1863年（文久3年）、13歳で三井家京本店に奉公し始め、1866年（慶応2年）に辞している。三井での奉公後、家業である「越三商店」を3代目とともに盛り立て、合名会社、株式会社へと改組、取扱商品を和紙から洋紙へと広げ、経営の近代化に努めた。1870年（明治3年）、三郎兵衛の名跡を相続した。和洋紙問屋・中井商店（現・日本紙パルプ商事）の社長を務めつつ、1884年に京都紙商組合を作り、京都織物・東京印刷・京津電気軌道・王子製紙などの役員、京都府会議員（明治14年5月からの2年間と同21年からの3年間）及びを京都市会議員（明治34年）を歴任した。慈眼には、東京府（東京市）日本橋区に居所、京都に居然亭（現在は一部のみ残存）と呼ばれる広大な別荘があり、さらに居然亭の南東側に新別荘を設けた。この新別荘の庭園は後年、京都市指定・登録文化財（名勝）となった。
田中源太郎、内貴清兵衛らとともに、京都四天王と呼ばれた。

## 系譜
- 養父 - 中井三郎兵衛 (3代) (三井家別家当主。世界1位の紙卸専門商社日本紙パルプ商事創業者。世界2位の国際紙パルプ商事も、中井三郎兵衛の興した事業がもとになっている。第8代三井八郎右衛門の要請で三井家大元方 (三井全事業統括機関) 総元締に就任、三井銀行・三井物産の設立に深く関与する。
- 子 - 中井三之助 (1875-1942)
  - 同妻 - つる　(芝原作兵衛娘二女)
- 子 - 中井巳次郎 (1878-1961、その名古屋別邸、名古屋市東区白壁の豪邸街にあり、盛田家屋敷(盛田昭夫)・岡谷家屋敷(岡谷惣助)と通り沿いに並んで立っていた。後に老舗料亭「か茂免」となる。当時からの白壁は美しい。時として、同邸・玄関前の砂利敷のスペースには、皇族・華族・軍部上層部・政財界上層部に愛用された優美な高級車・パッカードが見かけられた。)

- 子 - ぎん子
- 子 - ふみ子　(仁保亀松に嫁す)

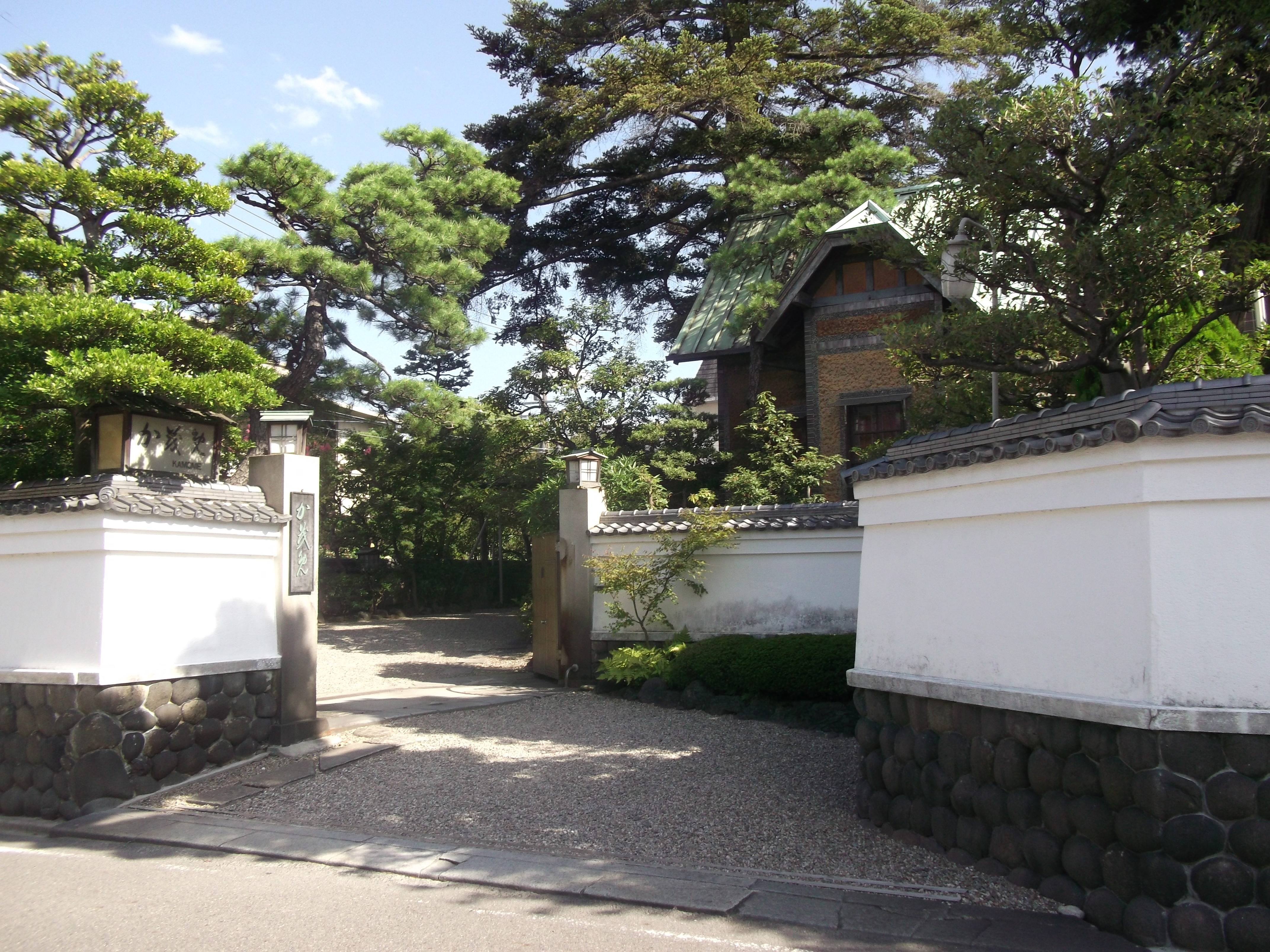
旧中井家名古屋別邸（現「か茂免」）

- 子 - 中井誠三郎 (1893-1978、その相続した「邸宅の庭園」は京都市指定・登録文化財〈名勝〉となった)
  - 同妻 - とく
  - 同孫 - 中井正和[7] (三平興行 (大阪府平方市) 社長)
    - 同妻 - 博子 (原甚之丞〈大地主、実業家、近代数寄者〉の三女)[8]
    - 同曾孫 - 久仁子 [9]